# Gimme! Gimme! Gimme! (A Man After Midnight)
Gimme! Gimme! Gimme! (A Man After Midnight) è un singolo del gruppo musicale svedese ABBA pubblicato nell'ottobre 1979. La traccia è inclusa in Greatest Hits Vol. 2 (1979) e nel fortunatissimo ABBA Gold.

## Descrizione
Gimme! Gimme! Gimme! (A Man After Midnight) è stata scritta da Benny Andersson e Björn Ulvaeus, cantata principalmente da Agnetha Fältskog e accompagnata talora da Anni-Frid Lyngstad. Agnetha si fa narratrice della storia di una giovane ragazza sola, che desidera una vita sentimentale e dipinge invece la sua solitudine come l'oscurità notturna. Registrata nell'agosto 1979 a Stoccolma, la canzone era pronta in ottobre per il tour che gli ABBA avrebbero intrapreso in Nord America e Europa.
In origine gli ABBA avevano preferito incidere una canzone dal nome Rubber Ball Man, che utilizzava il classico arrangiamento della band che aveva procurato loro il successo di cui allora godevano. La canzone fu interpretata anche durante le prove del tour, ma Gimme! Gimme! Gimme! (A Man After Midnight) le fu poi preferita per la sua sonorità in stile disco. L'ultima traccia sul lato A è The King Has Lost His Crown. Ne esiste inoltre una versione in spagnolo dal titolo Dame! Dame! Dame!.

## Successo commerciale
Gimme! Gimme! Gimme! (A Man After Midnight) riscattò il parziale insuccesso del singolo precedente, Voulez Vous, diventando una grande hit in Europa: prima in Belgio, Finlandia, Irlanda, Svizzera, seconda in Austria, Paesi Bassi, Francia, Norvegia e terza in Regno Unito e Germania Ovest. In Australia si fermò all'ottavo posto mentre non riuscì ad entrare nella classifica di Billboard negli Stati Uniti. Il 1979 fu l'anno in cui gli ABBA uscirono con cinque singoli in Regno Unito, tutti entrati in Top 5 ma nessuno capace di raggiungere la vetta.

## Cover e altre versioni
Col tempo la canzone non perse popolarità: gli Erasure resero un ulteriore tributo agli ABBA incidendone una cover nel 1986. Dalla fortuna del singolo, gli Erasure decisero addirittura di creare un EP dedicato alla band svedese, Abba-esque, da cui furono estratti quattro cover di grande successo.
A metà degli anni novanta, fu il connazionale chitarrista Yngwie Malmsteen ad inciderne una versione heavy metal, inclusa successivamente come inedito nella raccolta The Best of '90 - '99.
Nel 1999 gli A*Teens, in occasione del loro album tributo agli ABBA, produssero una cover che estrassero come singolo.
Un campionamento della melodia di Gimme! Gimme! Gimme! (A Man After Midnight) è stato usato nel 2005 da Madonna per Hung Up, il singolo di apertura del suo album Confessions on a Dance Floor. È la seconda volta che gli ABBA hanno concesso l'uso della propria musica ad un altro artista (precedentemente era successo con i Fugees).
Nel 2010 il gruppo folk metal spagnolo Mägo de Oz ha pubblicato una cover della canzone come singolo.
Nel 2018 l'artista Cher ha rivisitato il brano nell'album Dancing Queen, dedicato ai successi degli Abba.